# Andora na Zimowych Igrzyskach Olimpijskich 2010

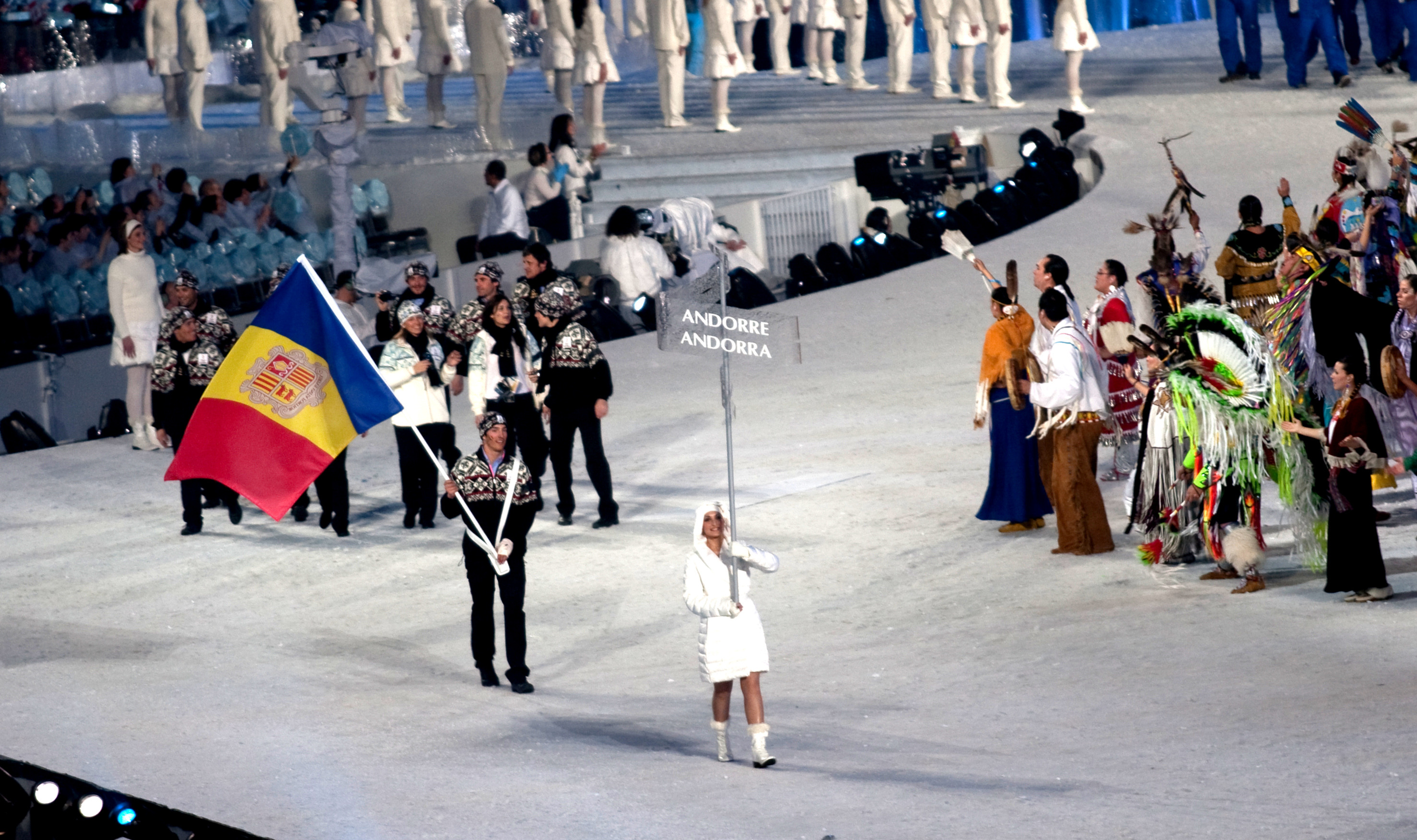
Reprezentacja Andory podczas ceremonii otwarcia Zimowych Igrzysk Olimpijskich 2010

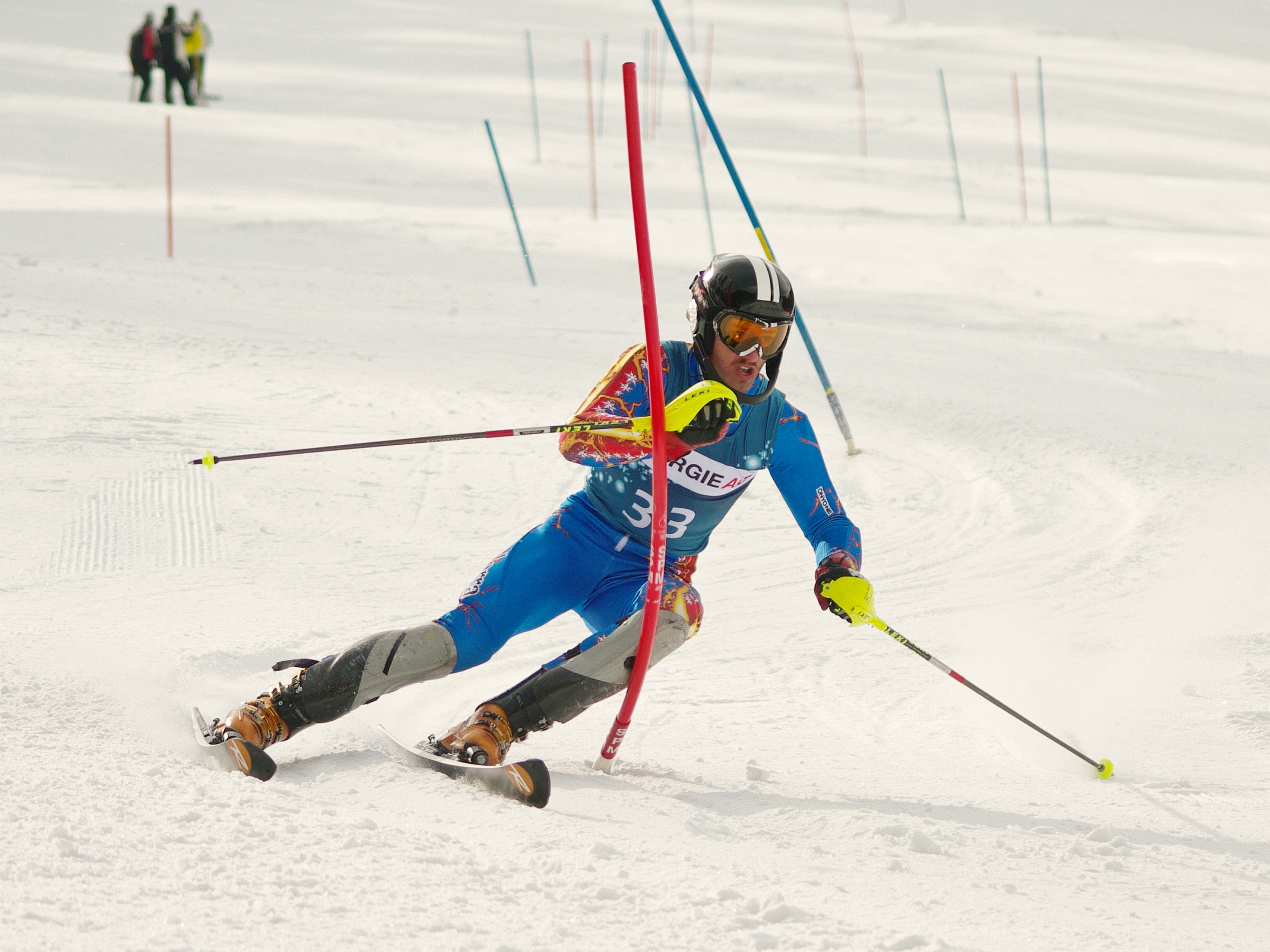
Roger Vidosa – andorski narciarz alpejski, olimpijczyk z 2010 roku

Andora na Zimowych Igrzyskach Olimpijskich 2010 – sześcioosobowa kadra sportowców reprezentujących Andorę na igrzyskach w 2010 roku w Vancouver.
W reprezentacji znalazło się czterech mężczyzn i dwie kobiety. Wzięli oni udział w konkurencjach trzech dyscyplin, tj. biegach narciarskich, narciarstwie alpejskim i snowboardingu. Reprezentanci Andory nie zdobyli żadnego medalu. Najwyższą pozycję zajęła alpejka Mireia Gutiérrez, która była 24. w superkombinacji kobiet. Była to najliczniejsza reprezentacja Andory w historii dotychczasowych startów w zimowych igrzyskach olimpijskich – drugi raz, po starcie w 1994 roku, liczyła ona sześcioro sportowców. Po raz pierwszy wystartowali oni w trzech dyscyplinach sportowych.
Najmłodszą zawodniczką w reprezentacji była narciarka alpejska Sofie Juárez (18 lat i 310 dni), natomiast najstarszym sportowcem z Andory był biegacz narciarski François Soulié (31 lat i 328 dni). Dla Soulié i dla alpejczyka Rogera Vidosy start w Vancouver był drugim, po 2006 roku, występem olimpijskim w karierze.
Rolę chorążego reprezentacji podczas ceremonii otwarcia igrzysk pełnił snowboardzista Lluís Marín Tarroch, a podczas ceremonii zamknięcia – alpejka Mireia Gutiérrez.
Był to dziesiąty start Andory na zimowych igrzyskach olimpijskich. Kraj ten wystawia swoją reprezentację olimpijską nieprzerwanie od 1976 roku.

## Tło startu

### Kandydatura do organizacji igrzysk
W 2002 roku Komitet Olimpijski Andory zgłosił kandydaturę stolicy kraju do zorganizowania Zimowych Igrzysk Olimpijskich 2010. Wniosek został przyjęty przez Międzynarodowy Komitet Olimpijski. Wspólnie z Andorą o organizację igrzysk ubiegały się Berno, Harbin, Jaca, Pjongczang, Salzburg, Sarajewo i Vancouver. Podczas sesji MKOl w 2003 roku w Pradze kandydatura Andory została jednak odrzucona.

### Występy na poprzednich igrzyskach
Andorscy sportowcy zadebiutowali w zimowych igrzyskach olimpijskich w 1976 roku. Wówczas reprezentacja składała się z pięciu narciarzy alpejskich, którzy wystąpili w trzech konkurencjach. Podczas kolejnych igrzysk kadra liczyła trzech zawodników, którzy, podobnie jak w 1976 roku, wystartowali w trzech konkurencjach alpejskich. W 1984 roku w Sarajewie ekipa andorska liczyła dwóch narciarzy alpejskich.
W 1988 roku w składzie andorskiej reprezentacji po raz pierwszy znalazły się kobiety. Były to alpejki Sandra Grau i Claudina Rossel. Poza nimi udział w zawodach wzięło dwóch mężczyzn, również alpejczyków. W kolejnych igrzyskach reprezentacja liczyła pięcioro sportowców, w tym czterech mężczyzn. W 1994 roku po raz pierwszy Andora wysłała sześcioro zawodników na zimowe igrzyska olimpijskie.
Podczas Zimowych Igrzysk Olimpijskich 1998 reprezentacja liczyła troje narciarzy alpejskich. W składzie znalazła się między innymi Vicky Grau, która zajęła najwyższe w dotychczasowej historii olimpijskich startów Andorczyków – 19. miejsce w alpejskim slalomie. W 2002 roku Andora na igrzyska w Salt Lake City ponownie wysłała troje alpejczyków. W 2006 roku po raz pierwszy w składzie Andory znalazł się reprezentant w innej dyscyplinie niż narciarstwo alpejskie. Był to biegacz narciarski François Soulié. Ponadto wystartowało dwóch alpejczyków.

### Delegaci
Skład reprezentacji został powołany przez Komitet Olimpijski Andory. Podczas igrzysk w Vancouver andorskim sportowcom towarzyszyli: szefowa misji olimpijskiej Vicky Grau, attaché olimpijski Carles Visa, fizjoterapeutka Liliana Lopez oraz delegaci techniczni – Marc Gutiérrez, Xavier Bellsolà, Jean Pascal Laurin i Pere Goicoetchea.

### Sponsor
Sponsorem reprezentacji Andory na igrzyskach w 2010 roku było prywatne przedsiębiorstwo Andbanc. Jednym z zadań sponsora był zakup strojów dla andorskich olimpijczyków. Prezentacja wybranych wzorów nastąpiła w styczniu 2010 w siedzibie Andbanc. Na ubraniach andorskich olimpijczyków dominowały kolory: biały, niebieski i czarny.

### Znaczek okolicznościowy
23 stycznia 2010 roku wyemitowane zostały andorskie znaczki okolicznościowe z okazji igrzysk w Vancouver. Wydawcą znaczka była francuska La Poste, a drukarnią – Philaposte Bouzalac France. Znaczek miał 40 mm szerokości i 30 mm długości. Był sprzedawany za 0,85 euro.

## Skład reprezentacji
Spośród piętnastu dyscyplin sportowych, które Międzynarodowy Komitet Olimpijski włączył do kalendarza igrzysk, reprezentacja Andory wzięła udział w trzech. Najwięcej, czworo andorskich zawodników wystartowało w konkurencjach alpejskich. Ponadto po jednym zawodniku z Andory uczestniczyło w konkurencjach snowboardowych i biegowych.
Z sześciorga andorskich sportowców startujących w Zimowych Igrzyskach Olimpijskich 2010 w poprzednich igrzyskach brali udział François Soulié i Roger Vidosa. Vidosa zajął wówczas 27. miejsce w slalomie, 28. miejsce w kombinacji i 50. w zjeździe, a Soulié został sklasyfikowany tylko w biegu na 15 kilometrów, w którym uplasował się na 71. miejscu.
| Biegi narciarskie (1)     |                      |                     |                        |                      |                     |                          |                          |        |
| Zawodnik                  | Data urodzenia       | Miejsca na ZIO 2006 | Miejsca na ZIO 2006    | Miejsca na ZIO 2006  | Miejsca na ZIO 2006 | Miejsca na ZIO 2006      | Miejsca na ZIO 2006      | Źródło |
| Zawodnik                  | Data urodzenia       | ind. sprint dowolna | druż. sprint klasyczna | ind. 15 km klasyczna | ind. 30 km łączony  | ind. 50 km dowolna       | sztafeta 4x10 km         | Źródło |
| François Jacques Soulié   | 22 marca 1978        | –                   | –                      | 71                   | DNF                 | DNF                      | –                        | [ 3 ]  |
| Narciarstwo alpejskie (4) |                      |                     |                        |                      |                     |                          |                          |        |
| Zawodnik                  | Data urodzenia       | Miejsca na ZIO 2006 | Miejsca na ZIO 2006    | Miejsca na ZIO 2006  | Miejsca na ZIO 2006 | Miejsca na ZIO 2006      | Miejsca na ZIO 2006      | Źródło |
| Zawodnik                  | Data urodzenia       | zjazd               | supergigant            | slalom gigant        | slalom              | kombinacja               | kombinacja               | Źródło |
| Mireia Gutiérrez Cabanes  | 9 października 1988  | –                   | –                      | –                    | –                   | –                        | –                        | [ 21 ] |
| Sofie Juárez              | 9 kwietnia 1991      | –                   | –                      | –                    | –                   | –                        | –                        | [ 22 ] |
| Kevin Esteve Rigail       | 27 grudnia 1989      | –                   | –                      | –                    | –                   | –                        | –                        | [ 23 ] |
| Roger Vidosa              | 29 lutego 1984       | 50                  | –                      | –                    | 27                  | 28                       | 28                       | [ 4 ]  |
| Snowboarding (1)          |                      |                     |                        |                      |                     |                          |                          |        |
| Zawodnik                  | Data urodzenia       | Miejsce na ZIO 2006 | Miejsce na ZIO 2006    | Miejsce na ZIO 2006  | Miejsce na ZIO 2006 | Miejsce na ZIO 2006      | Miejsce na ZIO 2006      | Źródło |
| Zawodnik                  | Data urodzenia       | halfpipe            | halfpipe               | cross                | cross               | slalom gigant równoległy | slalom gigant równoległy | Źródło |
| Lluís Marín Tarroch       | 12 października 1988 | –                   | –                      | –                    | –                   | –                        | –                        | [ 24 ] |

### Statystyki według dyscyplin
| Lp      | Sport                 | Mężczyźni | Kobiety | Łącznie |
| ------- | --------------------- | --------- | ------- | ------- |
| 1       | Biegi narciarskie     | 1         | –       | 1       |
| 2       | Narciarstwo alpejskie | 2         | 2       | 4       |
| 3       | Snowboarding          | 1         | –       | 1       |
| Łącznie | Łącznie               | 4         | 2       | 6       |

## Wyniki

### Biegi narciarskie
Po raz drugi w karierze na igrzyskach olimpijskich wystąpił François Soulié. Ukończył trzy z czterech biegów, w których startował. W sprincie zajął 56. miejsce w biegu kwalifikacyjnym i wyprzedził sześciu zawodników. Do zajmującego 30. miejsce Lorisa Frasnelliego – ostatniego zawodnika, który zakwalifikował się do ćwierćfinału – Soulié stracił 13,44 sekundy. Wystąpił także w biegu indywidualnym na 15 kilometrów techniką dowolną i zajął w nim 73. miejsce w stawce 95 sklasyfikowanych zawodników. Do wyrównania rezultatu osiągniętego przez zwycięzcę biegu, którym był Dario Cologna, zabrakło mu blisko pięciu minut. W biegu masowym na 50 kilometrów techniką klasyczną zajął 47. miejsce i spośród sklasyfikowanych zawodników wyprzedził tylko Duńczyka Jonasa Thora Olsena, uzyskując lepszy od niego wynik o 0,1 sekundy. Strata Andorczyka do mistrza olimpijskiego Pettera Northuga wyniosła 19 minut i 25,3 sekundy.
| Konkurencja                | Zawodnik        | Kwalifikacje | Kwalifikacje | Ćwierćfinały | Ćwierćfinały | Półfinały | Półfinały | Finały    | Finały  |
| Konkurencja                | Zawodnik        | Czas         | Miejsce      | Czas         | Miejsce      | Czas      | Miejsce   | Czas      | Miejsce |
| -------------------------- | --------------- | ------------ | ------------ | ------------ | ------------ | --------- | --------- | --------- | ------- |
| Sprint mężczyzn            | François Soulié | 3:55,22      | 56.          | nq           | nq           | nq        | nq        | 3:55,22   | 56.     |
| Bieg indywidualny mężczyzn | François Soulié |              |              |              |              |           |           | 38:36,0   | 73.     |
| Bieg łączony mężczyzn      | François Soulié |              |              |              |              |           |           | DNF       | DNF     |
| Bieg masowy mężczyzn       | François Soulié |              |              |              |              |           |           | 2:25:00,8 | 47.     |

### Narciarstwo alpejskie
W narciarstwie alpejskim Andorę reprezentowało czworo zawodników – dwóch mężczyzn i dwie kobiety. Wśród kobiet, w czterech konkurencjach wystartowała Mireia Gutiérrez. W zjeździe zajęła 28. miejsce ze stratą 8,68 sekundy do Lindsey Vonn, a w superkombinacji uplasowała się na 24. pozycji, tracąc 6,53 sekundy do zwyciężczyni Marii Riesch. W pozostałych startach – w slalomie i slalomie gigancie nie ukończyła jednego z przejazdów, w efekcie czego nie została sklasyfikowana. W tych dwóch konkurencjach wystartowała także druga z alpejek – Sofie Juárez, lecz ani razu nie została sklasyfikowana.
Wśród mężczyzn pięć występów zaliczył Roger Vidosa. W zjeździe zajął on 48. miejsce ze stratą 5,34 sekundy do Didiera Défago, w supergigancie był 33., uzyskując wynik o 3,3 sekundy gorszy od zwycięzcy Aksela Lunda Svindala, a w superkombinacji został sklasyfikowany na 25. pozycji ze stratą 5,41 sekundy do Bode Millera. Nie został sklasyfikowany w slalomie i slalomie gigancie. Drugi z Andorczyków – Kevin Esteve Rigail wystąpił w trzech konkurencjach. W zjeździe uzyskał wynik o 0,04 sekundy lepszy od Vidosy i uplasował się jedno miejsce wyżej, w supergigancie stracił do swojego rodaka 2,02 sekundy i zajął 39. miejsce, a w superkombinacji nie został sklasyfikowany, ponieważ nie ukończył pierwszego przejazdu (zjazdu).
| Konkurencja              | Zawodnik            | Zjazd 1. | Msc. 1. | Zjazd 2. | Msc. 2. | Łącznie | Miejsce |
| ------------------------ | ------------------- | -------- | ------- | -------- | ------- | ------- | ------- |
| Zjazd kobiet             | Mireia Gutiérrez    | —        | —       | —        | —       | 1:52,87 | 28.     |
| Zjazd mężczyzn           | Kevin Esteve Rigail | —        | —       | —        | —       | 1:59,61 | 47.     |
| Zjazd mężczyzn           | Roger Vidosa        | —        | —       | —        | —       | 1:59,65 | 48.     |
| Slalom kobiet            | Mireia Gutiérrez    | 54,81    | 38.     | DNF      | DNF     | DNF     | DNF     |
| Slalom kobiet            | Sofie Juárez        | DNF      | DNF     | —        | —       | DNF     | DNF     |
| Slalom mężczyzn          | Roger Vidosa        | DNF      | DNF     | —        | —       | DNF     | DNF     |
| Slalom gigant kobiet     | Mireia Gutiérrez    | 1:20,61  | 43.     | DNF      | DNF     | DNF     | DNF     |
| Slalom gigant kobiet     | Sofie Juárez        | DNF      | DNF     | —        | —       | DNF     | DNF     |
| Slalom gigant mężczyzn   | Roger Vidosa        | 1:21,91  | 48.     | DNF      | DNF     | DNF     | DNF     |
| Supergigant mężczyzn     | Kevin Esteve Rigail | —        | —       | —        | —       | 1:35,67 | 39.     |
| Supergigant mężczyzn     | Roger Vidosa        | —        | —       | —        | —       | 1:33,65 | 33.     |
| Superkombinacja kobiet   | Mireia Gutiérrez    | 1:29,16  | 25.     | 46,51    | 19.     | 2:15,67 | 24.     |
| Superkombinacja mężczyzn | Kevin Esteve Rigail | DNF      | DNF     | —        | —       | DNF     | DNF     |
| Superkombinacja mężczyzn | Roger Vidosa        | 1:57,48  | 38.     | 52,85    | 23.     | 2:50,33 | 25.     |

### Snowboarding
W 2010 roku po raz pierwszy, miał miejsce start andorskiego snowboardzisty w igrzyskach olimpijskich. Tym zawodnikiem był Lluís Marín Tarroch, który uczestniczył w crossie mężczyzn. Nie ukończył pierwszego przejazdu w rundzie kwalifikacyjnej. W drugim przejeździe uplasował się na 34. miejscu i nie wyprzedził żadnego ze sklasyfikowanych zawodników. Do 32. miejsca, dającego awans do 1/8 finału, stracił 21,31 sekundy.
| Konkurencja              | Zawodnik            | Kwalifikacje | Kwalifikacje | Kwalifikacje | 1/8  | 1/8     | Ćwierćfinały | Ćwierćfinały | Półfinały | Półfinały | Finał | Miejsce |
| Konkurencja              | Zawodnik            | Czas 1       | Czas 2       | Miejsce      | Czas | Miejsce | Czas         | Miejsce      | Czas      | Miejsce   | Finał | Miejsce |
| ------------------------ | ------------------- | ------------ | ------------ | ------------ | ---- | ------- | ------------ | ------------ | --------- | --------- | ----- | ------- |
| Snowboard cross mężczyzn | Lluís Marín Tarroch | DNF          | 1:47,36      | 34.          | nq   | nq      | nq           | nq           | nq        | nq        | nq    | 34.     |